# Iduna
Iduna és un gènere d'ocells de la família dels acrocefàlids (Acrocephalidae).

## Taxonomia
Segons la Classificació del Congrés Ornitològic Internacional (versió 13.2, 2023) aquest gènere conté 6 espècies:
- Iduna caligata - busqueta calçada.
- Iduna natalensis - busqueta groga africana.
- Iduna opaca - busqueta bruna.
- Iduna pallida - busqueta pàl·lida.
- Iduna rama - busqueta de Sykes.
- Iduna similis - busqueta groga muntanyenca.